# パン・バニャ

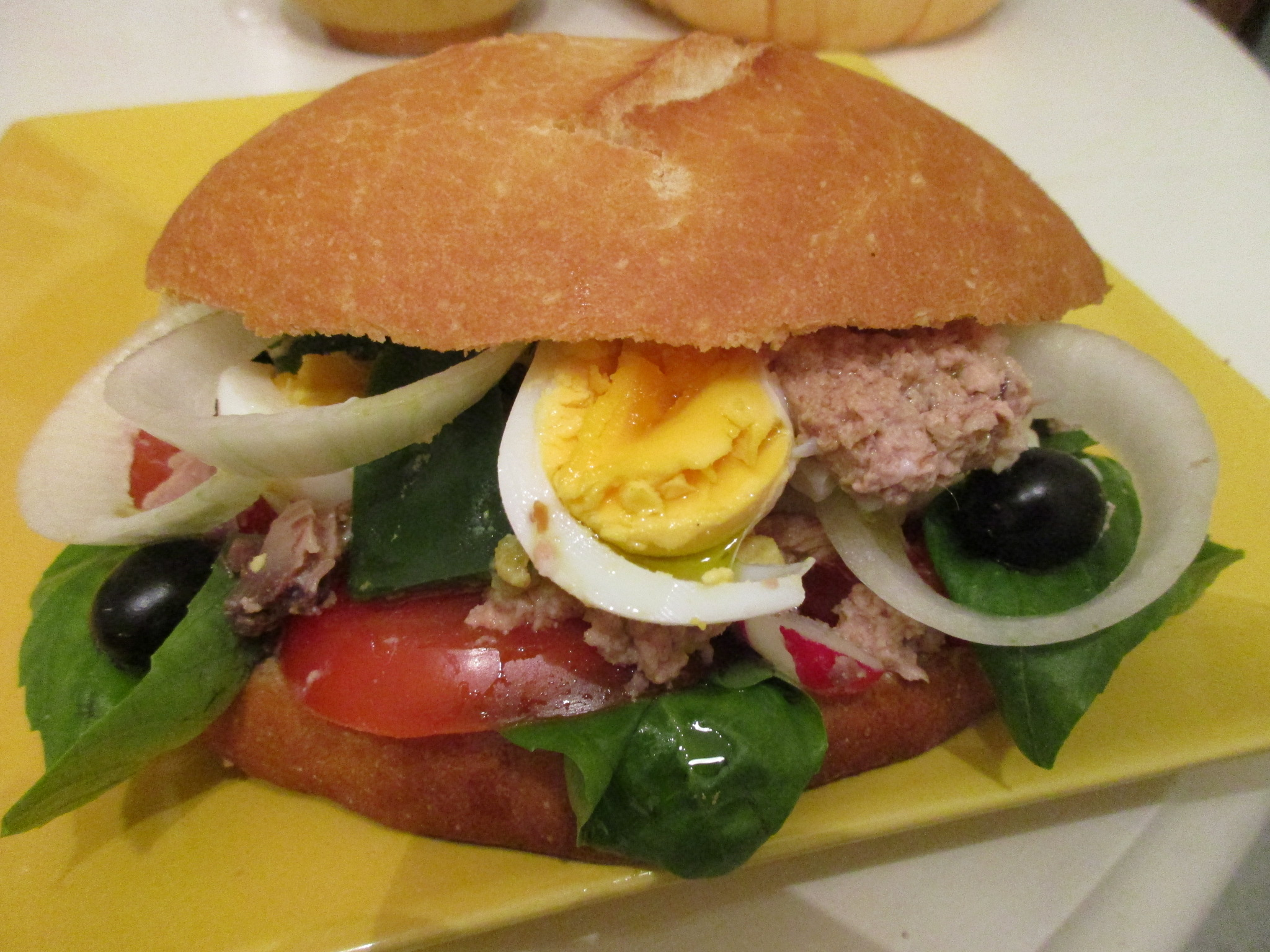
パン・バニャの例

パン・バニャ、パン・バーニャ（フランス語: pan bagnat）はフランス・ニースのサンドイッチ。
「パン・バニャ」は「湿った（濡れた）パン」の意である。（厳密にはフランス語ではpainがパンの総称であり、panはもう少し狭い意味のパンになる。）
パン・ド・カンパーニュかチャバタに、生野菜、ゆで卵、アンチョビやツナ、オリーブオイル、塩、コショウなどからなるニース風サラダを挟むのが普通である。任意でニンニク、スライストマト、オリーブ、ルッコラ、バジル、アーティチョーク、赤ワイン、酢を入れることもある。パンをオイルに漬け込むため、「浴びたパン」とも言われる。
パンと挟む食材の比率は、食材のほうが多い。